# Cophoscottia palpata
Cophoscottia palpata är en insektsart som beskrevs av Lucien Chopard 1961. Cophoscottia palpata ingår i släktet Cophoscottia och familjen syrsor. Inga underarter finns listade i Catalogue of Life.